# Hopea nervosa
Hopea nervosa är en tvåhjärtbladig växtart som beskrevs av George King. Hopea nervosa ingår i släktet Hopea och familjen Dipterocarpaceae. Inga underarter finns listade i Catalogue of Life.